# Thierry Guitard
Thierry Guitard, né le 13 décembre 1966 à La Rochelle, est un illustrateur et un auteur de bande dessinée français.

## Biographie
Au début des années 1980, Thierry Guitard dessine pour des fanzines. Il publie son propre fanzine, La Pieuvre, entre 1992 et 1994, et expose régulièrement ses dessins et sérigraphies à la librairie-galerie « Un Regard Moderne » à Paris.
À partir de 1992, il dessine pour la presse, entre autres pour Libération, Rock & Folk, Nova, Marie Claire, Politis, CQFD (journal), The New Yorker… et illustre des textes d’auteurs pour l’édition (Jack London, Gaston Leroux…).
Ses œuvres telles que la bande dessinée Double violence ou le roman graphique La Véritable histoire de John Dillinger,abordent les thèmes de la pauvreté, l’injustice et la prison.
Il est aussi l'auteur de pochettes de disques et de CD, notamment pour Pat Kebra, Trouble Juice, Gilles Riberolles, Parabellum, Pascal Comelade ou The Limiñanas.
En 2011, il coréalise avec des élèves de Supinfocom un court métrage d’animation intitulé Les Pauvres, produit par Cargo Films.
En 2015, il réalise un court métrage d'animation intitulé La Misère avec Red Lion production, d'après un scénario de sa compagne de toujours, Miriana Mislov.
En 2021, il sort son autobiographie dessinée, Tout ou rien, dont le journaliste Frédéric Hojlo, rédacteur-en-chef adjoint de la BD alternative chez ActuaBD, souligne l'honnêteté : "L’auteur parvient finalement à dépasser l’autobiographie. Sa propre histoire devient un drame social, révélateur d’une époque et d’une ambiance. L’importance de la musique et du dessin dès son plus jeune âge, sa participation à l’émergence du mouvement punk, les déboires familiaux, la surdité du système scolaire à un parcours comme le sien, les comportements des forces de l’ordre témoignent d’une France en recomposition après la fin des Trente Glorieuses". Selon  Maël Rannou, "Loin de s'apitoyer sur son sort, Thierry Guitard livre un récit sans concessions ni clichés, empli d'une rage communicative et d'un optimisme à toute épreuve face à l'injustice sociale et la fatalité."
En 2023, il sort le livre Rockers, une histoire populaire du rock contée à travers 26 récits abondamment illustrés.

## Famille
Il est le grand frère du rappeur Seth Gueko.

## Publications

### Comme auteur
- Rockers (avec Miriana Mislov), éd. Les Fondeurs de briques, 2023.
- Tout ou rien !, autobiographie dessinée, Nada éditions, 2021
- Astéroïdes, Éd. Le Neuvième Monde, 2012.
- Androïdes, Éd. Le Neuvième Monde, 2011.
- La véritable histoire de John Dillinger, avec Miriana Mislov, Éditions Denoël, 2009.
- Concubins, Éd. Esprit livres, 2003.
- Double violence, Éditions Verticales, 2001[9].
- Fantastik, Éd. CBO, 1998.
- La Guêpe, Éd. CBO, 1998.
- 1er round, JP Faur éditeur, 1997.
- 2e round, Monotrash éditions,1997.
- Le Passage du gros Bouddha, Éd. CBO, 1997.
- La Fureur d’Expector, Éd. Les Requins Marteaux, 1997.
- Livre Rouge, Éd. Bulle d'encre, 1997.
- Cauchemars, Éd. CBO, 1996.
- La Saga d'Expector, Éd. La Pieuvre, 1996.
- Le Cinéma c'est facile, Éd. CBO, 1995.
- Ni le Conozco, Éd. El Pregonero, 1995.
- Un si gentil garçon, Éd. La Pieuvre, 1994.
- Toute la Nuit, Éd. La Pieuvre, 1993.
- Family, Éd. La Pieuvre, 1992.

### Comme illustrateur
- Je  suis un évadé, Charles E. Burns, éd. Les Fondeurs de briques, 2021.
- La  liberté ne se mendie pas, Olivier Cueto-Nadia Menenger, éd. L’Insomniaque, 2021.
- Spirit  of Mymymy, pochette Gilles Riberolles, 2021.
- Back from the Canigo, pochette, Staubgold c/o Rotation Boutique Berlin, Markus Detmer, 2019
- Les Pirates, texte de William Blanc, éd. Libertalia, 2019.
- Un  Feu dans la plaine, Thomas Sand, éd. Les Arènes, 2018.
- Lueurs économiques, Jacques Sautarel, éd. de la Pigne, 2017.
- Istanbul  Is Sleepy EP, pochette Limiñanas, 2017
- Le Rocanrolorama abrégé, pochette CD  Pascal Comelade, 2017.
- Formolescent, éd. Pirates, 2017.
- Je découvre avec Gulli... Les pirates, texte de William Blanc, Éd. Pop Corn, 2016.
- La  Confrérie des chats de gouttières, Alexandre  Dumal, éd. l’Insomniaque, 2015..
- Coup pour coup, Jack London, Éd. Libertalia, 2015.
- Électrosensible,  pochette Pat Kebra, 2015
- Décoffrage, pochette Pat Kebra, 2013.
- A  voté, pochette Parabellum, 2012.
- Tue ton patron 2, Jean-Pierre Levaray, Éd. Libertalia, 2012.
- Trouble Juice, pochette Trouble Juice, 2011.
- J’y  croyais pas, pochette CD Fred Alpi, 2011.
- Le Cœur sur la main, pochette CD Pat Kebra, 2011.
- Un steak, Jack London, Éd. Libertalia, 2010.
- Chéri-Bibi, tome 2, Gaston Leroux, Éd. Libertalia, 2009.
- A  ceux qui se croient libres, Thierry Chatbi, Nadia Meninger, éd. L’Insomniaque, 2009.
- Être rock, avec Philippe Manœuvre, Éd. Tana, 2008
- Propos d’un agitateur, Ricardo Flores Magon, Éd. Libertalia, 2008
- Pirates de tous pays, Marcus Rediker, Éd. Libertalia, 2008.
- La Vie des forçats, Eugène Dieudonné, Éd. Libertalia, 2007.
- Dum dum, (livre-CD de Félix Jousserand), Discographe, 2006.
- L’Almanach  critique des médias, collectif, éd. Les Arènes, 2005.
- Y’a du baston dans la taule, Éditions de l'Insomniaque, 2001
- Red  wine & white Russians, pochette  Gasolhead, 2001.